# Corydoras cervinus
Corydoras cervinus es una especie de pez de la familia Callichthyidae en el orden de los Siluriformes.

## Morfología
Los machos pueden llegar alcanzar los 4,9 cm de longitud total.

## Distribución geográfica
Se encuentran en Sudamérica: río Guaporé (Brasil).